# Феліпе Балой
Феліпе Балой (ісп. Felipe Baloy, нар. 24 лютого 1981, Панама) — панамський футболіст, захисник колумбійського клубу «Ріонегро Агілас».
Виступав, зокрема, за клуб «Монтеррей», а також національну збірну Панами.

## Клубна кар'єра
У дорослому футболі дебютував 1999 року виступами за команду клубу «Еуро Кікерс», в якій провів один сезон, взявши участь у 23 матчах чемпіонату. 
Згодом з 2000 по 2005 рік грав у складі команд клубів «Спортінг» (Сан-Мігеліто), «Енвігадо», «Індепендьєнте Медельїн», «Греміо» та «Атлетіку Паранаенсе».
Своєю грою за останню команду привернув увагу представників тренерського штабу клубу «Монтеррей», до складу якого приєднався 2005 року. Відіграв за команду з Монтеррея наступні п'ять сезонів своєї ігрової кар'єри.
Протягом 2010—2015 років захищав кольори клубів «Сантос Лагуна» та «Монаркас».
2015 року перебував у оренді в складі клубу «Атлас». Відіграв за команду з Гвадалахари 19 матчів, забив два голи.
З 2016 виступає в складі колумбійського клубу «Ріонегро Агілас».

## Виступи за збірну
2001 року дебютував в офіційних матчах у складі національної збірної Панами. Наразі провів у формі головної команди країни 82 матчі, забивши 2 голи.
У складі збірної був учасником Золотого кубка КОНКАКАФ 2005 року у США, де разом з командою здобув «срібло», Золотого кубка КОНКАКАФ 2007 року в США, Золотого кубка КОНКАКАФ 2009 року в США, Золотого кубка КОНКАКАФ 2011 року в США, Кубка Америки 2016 року в США.

## Титули і досягнення

### Клубні
«Атлетіку Паранаенсе»
- Чемпіон Ліга Паранаенсе — 2005

 «Монтеррей»
- Чемпіон  Мексики — Апертура 2009

 «Сантос Лагуна» 
- Чемпіон Мексики — Клаусура 2012

### Збірні
- Срібний призер Золотого кубка КОНКАКАФ: 2005